# Ever Palacios
Ever Antonio Palacios (sinh ngày 18 tháng 1 năm 1969 ở Apartadó) là một cầu thủ bóng đá Colombia từng chơi cho including Deportivo Cali, Atlético Nacional, Atlético Junior, Shonan Bellmare (Nhật Bản), Kashiwa Reysol (Nhật Bản) và Boyacá Chicó.

## Sự nghiệp
Palacios thi đấu cho Boyacá Chicó khi đã hơn 40 tuổi, là một trong những cầu thủ già nhất trong lịch sử giải quốc gia Colombia.
Palacios thi đấu cho đội tuyển bóng đá quốc gia Colombia và tham dự World Cup 1998.

## Thống kê sự nghiệp
| Đội tuyển Colombia | Đội tuyển Colombia | Đội tuyển Colombia |
| Năm                | Trận               | Bàn                |
| ------------------ | ------------------ | ------------------ |
| 1997               | 3                  | 1                  |
| 1998               | 7                  | 0                  |
| Tổng cộng          | 10                 | 1                  |